# Gallotia stehlini
Gallotia stehlini är en ödleart som beskrevs av Schenkel 1901. Gallotia stehlini ingår i släktet Gallotia och familjen lacertider. Inga underarter finns listade i Catalogue of Life.
Gallotia stehlini når en genomsnittlig kroppslängd (huvud och bål) av 26,5 cm, en svanslängd av upp till 50 cm och en maximal vikt av 500 g. Kroppen har på ovansidan en rödbrun till mörkgrå färg. På sidorna kan flera ljusa fläckar förekomma. Fjällen på ryggen har en tydlig köl. Hannar kännetecknas av en mera rödaktig strupe. De är även större och har ett robustare huvud än honorna.
Denna ödla förekommer på Gran Canaria som tillhör Kanarieöarna. Arten introducerades dessutom på Fuerteventura, Gomera och La Palma men bara på den förstnämnda är ödlan tillräcklig etablerad. Gallotia stehlini lever i låglandet och i bergstrakter upp till 1850 meter över havet. Den lever i olika öppna landskap som fuktiga klippiga kullar, öppna buskskogar och jordbruksmark. Arten saknas i skogar med träd.
Födan utgörs av frukter, blommor, blad och kanske av andra växtdelar samt av insekter. En individ som känner sig hotad försöker vanligen uppnå närmaste gömställe. I vissa fall står ödlan med öppen mun riktad mot fienden så att de kraftiga käkarna blir synliga. Efter parningen lägger honan 4 till 16 ägg. Ungarna kläcks efter 8 till 10 veckor. Könsmognaden infaller efter tre eller fyra år. Gallotia stehlini kan leva 11 år och några individer blev lite äldre.
Några individer faller offer för tamkatter och råttor. IUCN kategoriserar arten globalt som livskraftig.